# Pop rock
Sous-genres
British Invasion, beat, bubblegum pop, glam metal, glam rock, pop punk, power pop, soft rock, sophisti-pop, sunshine pop, surf music
Genres dérivés
Arena rock
Genres associés
Pop baroque, dream pop, emo pop, noise pop

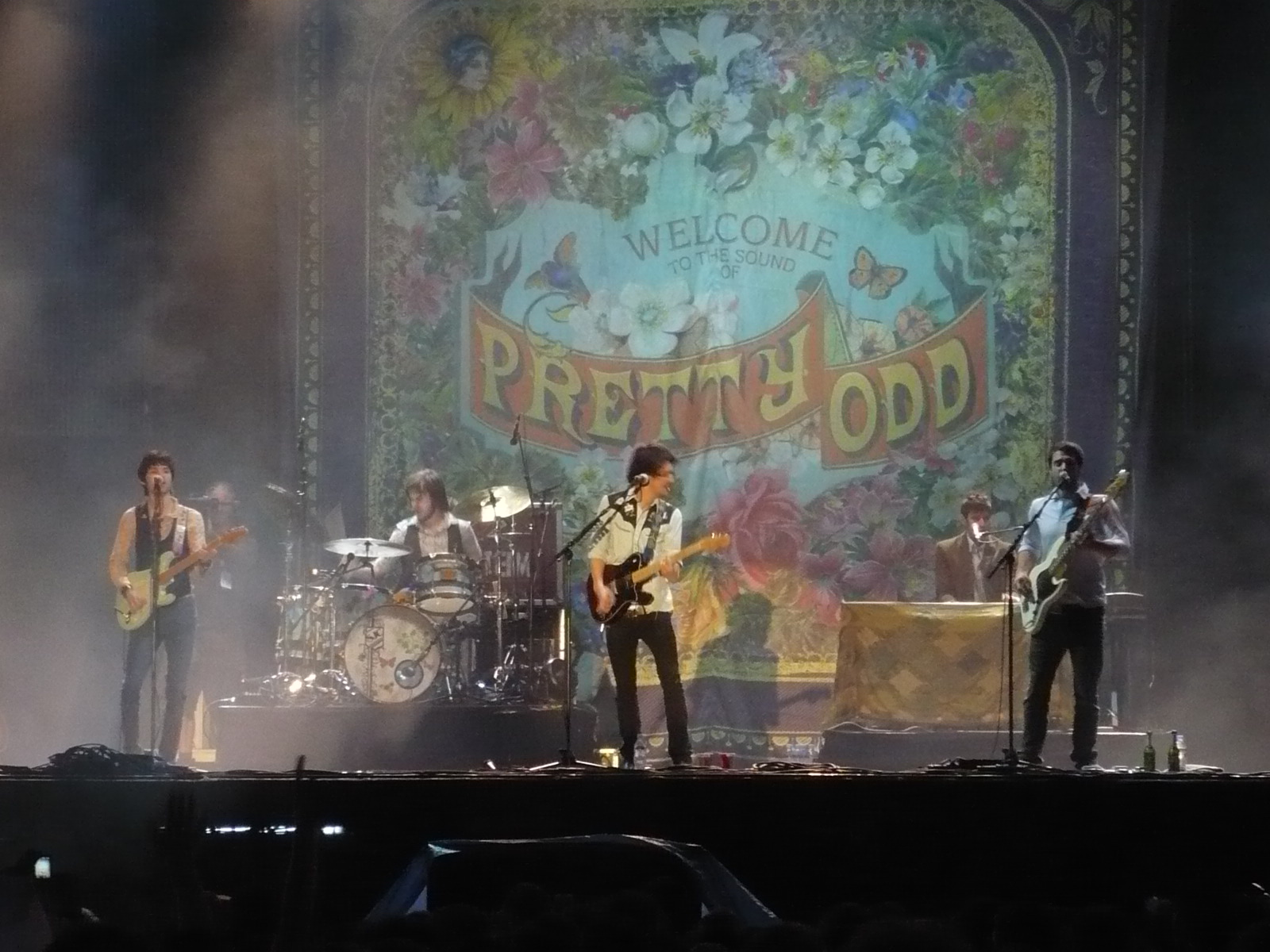
Panic! at the Disco.

Le pop rock est un genre musical mêlant le style pop et ses paroles légères à des chansons rock typiquement basées sur la guitare. Les contempteurs du pop rock considèrent souvent le genre comme une version plus commerciale et moins authentique du rock.
Il est plus doux et plus accessible que le rock 'n' roll. Les instruments utilisés sont le plus souvent la guitare électrique, la basse, la batterie, le clavier, le synthétiseur.

## Terminologie
Le terme de « pop » est utilisé depuis le début du vingtième siècle pour généralement définir une musique populaire, mais commence, depuis le milieu des années 1950, à être utilisé pour décrire un genre distinct, prisé par le jeune public, souvent caractérisée par une version alternative plus douce du rock and roll,. Après le succès de la British Invasion, depuis approximativement 1967, le terme est utilisé en opposition à la musique pop, pour décrire une forme musicale plus commerciale, éphémère et accessible. Le terme de « power pop » est utilisé pour la première fois par Pete Townshend des Who en 1966, mais de moins en moins utilisé dans les années 1970.

## Histoire
Vers la fin des années 1950 et le début des années 1960, on entend de plus en plus de titres de rock 'n' roll plus « sages », ou plus « doux », donnant naissance à un style musical d'inspiration anglo-saxonne, alors appelé pop music (musique populaire). La « pop music » (appellation dominant la décennie 1968 à 1978) apportait au pur rock 'n' roll (Jerry Lee Lewis ou Chuck Berry) un surcroît d'innovation mélodique (Simon & Garfunkel), harmonique (The Beach Boys), instrumentale (The Beatles, seconde période), thématique (Leonard Cohen), rythmique (Elton John) et conceptuelle (Pink Floyd).
Vers la fin des années 1970, le terme rock commence à se substituer outre-Atlantique au terme pop music pour désigner le courant le moins édulcoré et aussi le moins expérimental[réf. nécessaire] de cette musique populaire électro-acoustique d'expression majoritairement anglophone. Simultanément, le terme pop, est graduellement réservé à la frange la moins engagée et la plus simplement divertissante de la musique populaire, allant jusqu'à y englober le style disco. Dix ans plus tard, à l'orée des années 1990, les deux termes pop et rock, après s'être ainsi disjoints, ont été regroupés dans la catégorie commerciale pop rock. Une dénomination créée par l'industrie discographique et rapidement adoptée par le grand public. Dès lors, la catégorie pop rock a cessé de distinguer la pop du rock, les laissant se définir ensemble par opposition à d'autres catégories musicales plus éloignées de leurs origines communes : techno, funk, soul, rap ou encore jazz.

## Caractéristiques
La plupart des chansons pop et rock sont très similaires dans l'instrumentation et leur contenu lyrique. Les termes de « pop-rock » et « power pop » sont utilisés pour décrire une musique à succès mêlant des éléments, ou des formes, issus de rock. Le pop rock est défini comme « une variété très rythmée de rock représentée par des musiciens tels qu'Elton John, Paul McCartney, George Michael, The Everly Brothers, Rod Stewart, Chicago, et Peter Frampton. » La musique pop rock, également désignée par l'expression « bubblegum music », connaît deux périodes distinctes de popularité : les années 1960 et 1970, et les années 1990 et 2000.